# Charles Simonyi
Charles Simonyi (în maghiară Simonyi Károly; n. 10 septembrie 1948, Budapesta, Republica Populară Ungară) este un informatician american de origine maghiară.
Este cunoscut pentru contribuțiile aduse la programul Microsoft Office.
Este directorul companiei de software Intentional Software.
Este al doilea maghiar care a ajuns în spațiul cosmic, de două ori:
- aprilie 2007: misiunea Soiuz TMA-10;
- martie 2009: cu Stația Spațială Internațională.

Conform publicației Forbes, în 2007 averea sa a fost estimată la peste un miliard de dolari.
Tatăl său a fost fizicianul Károly Simonyi.